# Innocenty III
Innocenty III (łac. Innocentius III, właśc. Lotario de' Conti di Segni; ur. między końcem września 1160 a 8 stycznia 1161 w Anagni, zm. 16 lipca 1216 w Perugii) – papież od 8 stycznia 1198 do 16 lipca 1216.
Uważany za jednego z najwybitniejszych i najpotężniejszych pod względem władzy politycznej papieży.
Wyznawał teokratyczny pogląd, zgodnie z którym, będąc namiestnikiem i wikariuszem Chrystusa na ziemi, stoi między Bogiem a ludźmi, władając całym światem. Kolegium kardynalskie było dla niego zastępem lewitów (por. Lb 1,50; 3,6n; 8,16), mając swój udział w najwyższej władzy w Kościele.

## Życiorys

### Wczesne życie
Był synem Trazymunda z rodziny hrabiów Segni i Klarycji z rodu Scottich. Naukę początkowo pobierał w Rzymie, następnie studiował w Paryżu i Bolonii. Stał się uczonym teologiem i jednym z największych znawców prawa swoich czasów. Po studiach wrócił do Rzymu, gdzie sprawował różne kościelne urzędy za pontyfikatów Lucjusza III, Urbana III, Grzegorza VIII i Klemensa III. Podczas pontyfikatu jego wuja, Klemensa III, otrzymał godność kardynalską (21 września 1190) jako diakon SS. Sergio e Bacco. Podczas pontyfikatu jego poprzednika, Celestyna III z rodu Bobone, kardynał Lotario nie był angażowany do żadnych poważniejszych zadań w kurii ani wysyłany jako legat, choć regularnie występuje jako sygnatariusz bulli papieskich. W trakcie tego okresu dużo czasu poświęcał na medytacje i pisanie dzieł teologicznych.

### Początek pontyfikatu i umacnianie władzy papieskiej
Celestyn III zmarł 8 stycznia 1198 roku. Jeszcze przed swoją śmiercią naciskał na kardynałów, by na jego następcę wybrali Giovanni di San Paolo. Purpuraci jednak postanowili, że papieżem zostanie Lotario.
Nowy papież postanowił skorzystać z faktu, iż po śmierci Henryka VI (1197) tron cesarski wciąż pozostawał nieobsadzony. Chcąc wzmocnić swoją władzę w Rzymie i Państwie Kościelnym odebrał przysięgę wierności od reprezentującego w mieście władzę cesarską prefekta Rzymu oraz senatora, który stał na straży praw miejskich i przywilejów Wiecznego Miasta. Dalszemu wzmacnianiu władzy papieskiej sprzyjał też fakt, że mieszkańcy Półwyspu Apenińskiego byli zmęczeni rządami kolejnych niemieckich awanturników. Papieskie wojska odzyskały z ich rąk liczne włoskie ziemie. Wsparły go też miasta Toskanii.
W tym czasie formalnym następcą Henryka był jego syn, czteroletni Fryderyk II, król Sycylii. Żona zmarłego, Konstancja Sycylijska, która rządziła w imieniu małoletniego króla, poprosiła Innocentego III o ochronę jego tronu przed zakusami niemieckich baronów. Papież wyraził zgodę, pod warunkiem, że Konstancja uzna papieża za suwerena Sycylii oraz cofnie decyzje Wilhelma I co do niektórych przywilejów, odebranych papiestwu za pontyfikatu Hadriana IV. W 1198 papież wydał bullę, w której uznał Fryderyka II królem Sycylii. Konstancja, która zmarła zanim dowiedziała się o bulli, ustanowiła Innocentego opiekunem króla.
Sytuacja w Niemczech sprzyjała planom papieża. Nasilała się walka pomiędzy gibelinami a gwelfami. Oba stronnictwa wybrały i koronowały na króla swoich kandydatów. Papież nie opowiedział się wyraźnie po żadnej ze stron, jednak wydawało się, że jego sympatia skłania się ku Ottonowi IV Welfowi, synowi Henryka Lwa, który był kandydatem gwelfów. Stronnicy oponenta Ottona – Filipa Szwabskiego – wysłali do papieża list, w którym protestowali przeciwko jego mieszaniu się w sprawy obsadzenia tronu. Innocenty odpowiedział, że w tej materii dba jedynie o prawa kościoła i podkreślił, że jedynie następca świętego Piotra ma prawo do przyznania korony cesarskiej. W 1201 papiestwo oficjalnie odpowiedziało się po stronie Ottona. Dnia 3 lipca 1201 roku legat papieski kardynał Guido z Palestriny ogłosił w katedrze w Kolonii, że Otton IV jest legalnym władcą Cesarstwa i zagroził ekskomuniką wszystkim, którzy odmówiliby uznania nowego króla.
W maju 1202 Innocenty III wydał dekret adresowany do księcia Zähringen, w którym informował niemieckich możnych, jak wyglądać mają stosunki pomiędzy papiestwem a imperium. Sławny dokument Venerabilem włączony został następnie do Corpus Iuris Canonici. Wśród jego najważniejszych punktów należy wymienić wprowadzenie następujących zasad:
- niemieccy książęta mają prawo do wyboru króla, który następnie zyskuje tytuł cesarza,
- prawo takie zostało im przyznane przez Stolicę Apostolską po tym, jak godność cesarska przeszła z Greków na Niemców w osobie Karola Wielkiego,
- papieżowi przysługuje prawo do orzeczenia, czy wybór króla został przeprowadzony zgodnie z prawem oraz czy zasługuje on na tytuł cesarza. Papież dokonuje również koronacji. Ostateczna decyzja powinna leżeć w gestii głowy Kościoła dlatego, by papież nie był zmuszony do koronacji heretyka, poganina lub osoby objętej ekskomuniką,
- jeśli papież uzna, że wybrana na króla osoba nie zasługuje na taki zaszczyt, książęta wybierają nowego władcę. Jeśli odmówią ponownego wyboru, papież ma prawo sam podjąć decyzję o tym, kto będzie rządził imperium.
- jeśli książęta wybiorą dwóch kandydatów do tronu, papież powinien wziąć udział w negocjacjach i spróbować doprowadzić do ugody pomiędzy elektorami. Jeśli ugoda nie zostanie osiągnięta po określonym czasie, papież sam decyduje, który z dwóch kandydatów otrzyma koronę[2]. Decyzję swoją musi oprzeć nie na liczbie popierających go książąt, a na osądzie co do kwalifikacji kandydata.

Dokument papieski poparło wielu książąt. Wsparcie otrzymał też Otton. Nie trwało ono jednak długo. Już w 1203 większość możnych opowiadała się za Filipem. Przyczyną takiego stanu rzeczy był charakter Ottona – człowieka porywczego, który często obrażał nawet swoich najlepszych przyjaciół. W 1207 odwrócił się od niego też papież. Wysłał on dwóch kardynałów, którzy mieli wymusić na Ottonie uznanie Filipa królem. Jednak 21 czerwca 1208 ludzie Ottona zamordowali Filipa. W efekcie podczas spotkania parlamentu we Frankfurcie Otton został jednogłośnie wybrany królem (11 listopada 1208). Rok później 4 października 1209 otrzymał z rąk Innocentego III koronę cesarską.

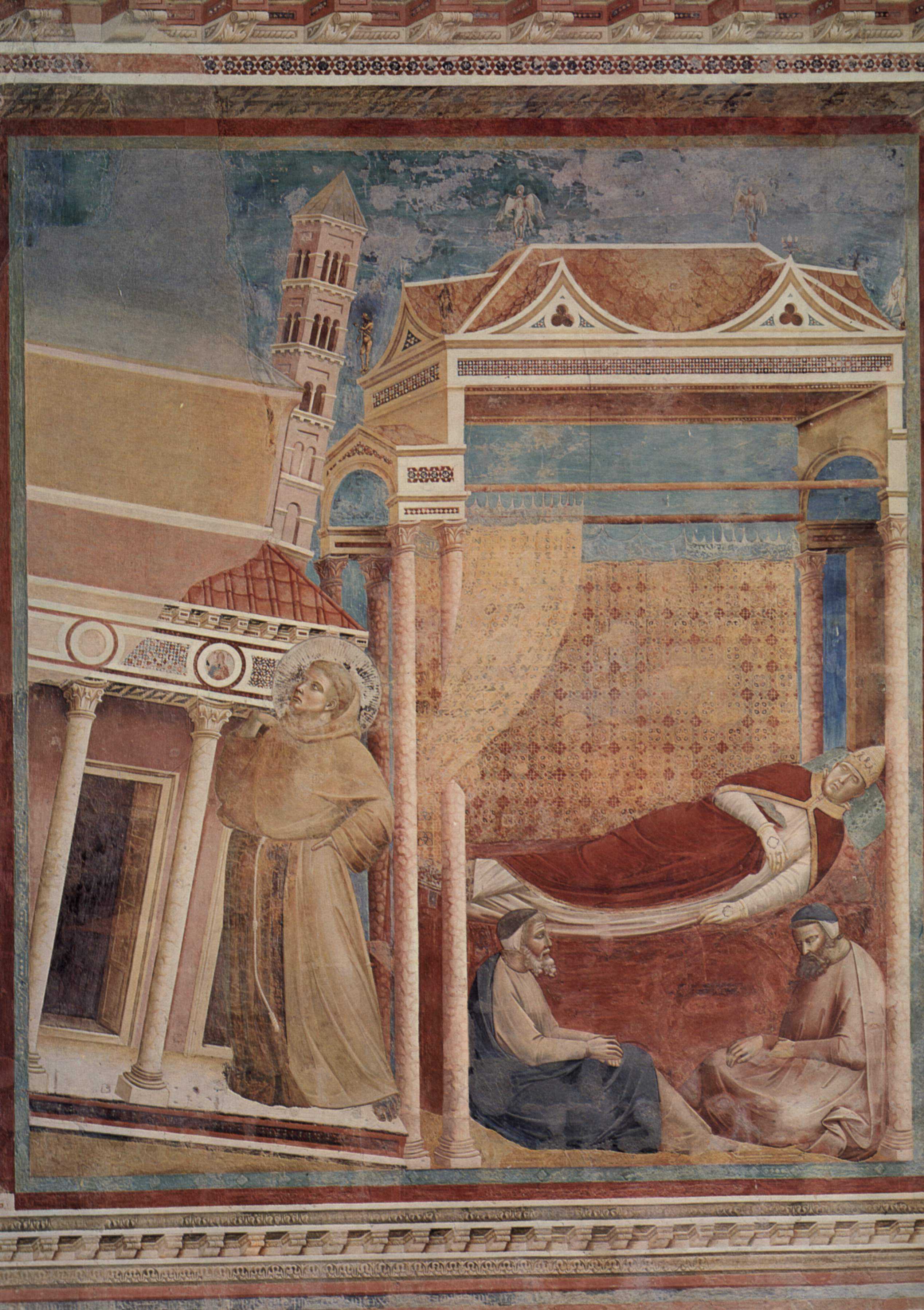
Sen Innocentego III o zakonniku w burym habicie ratującym Kościół przed upadkiem, którym okazał się Franciszek z Asyżu. Fresk Giotta z końca XIII w.

Przed koronacją przyszły cesarz obiecał, że uznaje prawa Kościoła do posiadłości Spoleto i Ankony, obiecał, że będzie wspomagał papieża w egzekwowaniu praw jako suwerena Sycylii, zapewniał, że władza świecka nie będzie mieszała się do wyboru na stanowiska kościelne. Duchowni mieli ponadto otrzymać prawo do nieskrępowanego odwoływania się do papieża. W rękach kościoła miała pozostać całość decyzji związanych z hierarchią. Otton zapewniał również Kościołowi swoją pomoc w tępieniu herezji.
Wkrótce po koronacji nowy cesarz złamał swoje obietnice. Jego wojska najechały Ankonę, Spoleto i inne posiadłości Kościoła. Cesarz oddał je w lenno swoim zwolennikom. Dokonał również najazdu na Sycylię. Po licznych napomnieniach Innocenty III ekskomunikował cesarza (18 listopada 1210), a swoją decyzję potwierdził podczas synodu w Rzymie w marcu 1211. Następca św. Piotra szukał sojusznika w osobie francuskiego króla Filipa Augusta. Uzyskał też wsparcie większości niemieckich książąt, którzy przestali uznawać ekskomunikowanego władcę i wybrali królem Fryderyka II z Sycylii (wrzesień 1211). Wybór potwierdzono rok później w obecności papieskiego legata i Filipa Augusta. Gdy młody król złożył te same obietnice co Otton IV i przyrzekł ponadto, że nigdy nie włączy Sycylii do Imperium, papież zatwierdził jego wybór. Fryderyka koronowano 12 lipca 1215 roku.
Otton, opuszczony przez większość książąt, sprzymierzył się z królem Anglii i rozpoczął wojnę przeciwko Francji. Po przegranej bitwie pod Bouvines (27 lipca 1214) stracił resztki poparcia w Niemczech. Zmarł w 1218.

### Działania na arenie międzynarodowej

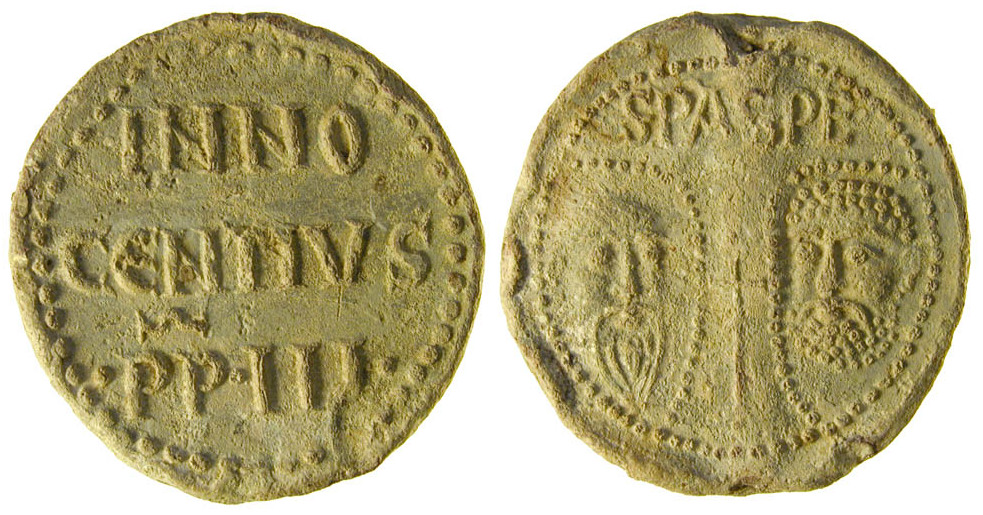
Pieczęć woskowa z bulli papieskiej Innocentego III

Gdy Lotario został papieżem toczyła się wojna pomiędzy Filipem Augustem a królem Anglii Ryszardem Lwie Serce. Biskup Rzymu, jako główna postać chrześcijańskiego świata, chciał doprowadzić do zakończenia wszystkich walk pomiędzy chrześcijańskimi władcami. Wysłał kardynała Piotra z Kapui, który zagroził obu królom interdyktem, jeśli w ciągu dwóch miesięcy nie zawrą pokoju lub rozejmu na okres co najmniej 5 lat. Obaj królowie spotkali się jeszcze w styczniu 1198 roku i doszło do podpisania rozejmu.
Legat zagroził ponadto interdyktem Filipowi Augustowi, jeśli ten nie wróci do swojej żony Ingeborgi Duńskiej. Król bowiem porzucił ją dla Agnieszki, córki księcia Meran. Gdy Filip odmówił dotrzymania przysięgi małżeńskiej papież w grudniu 1199 r. objął interdyktem całą Francję. Filip opierał się przez 9 miesięcy. W końcu gdy zaczęły się niepokoje wśród ludu i możnych, odesłał Agnieszkę. Interdykt został uchylony we wrześniu 1200 r., jednak do ostatecznego pogodzenia się Ingeborgi z Filipem papież doprowadził dopiero w 13 lat później.
W pewnym momencie pojawiła się przed Innocentym okazja do umocnienia władzy papieskiej w Anglii. Po śmierci arcybiskupa Canterbury Huberta (1205), grupa młodych mnichów wybrała w tajemnicy jego następcę, Reginalda. Wyboru dokonano bez udziału biskupów i aprobaty króla. Reginalda poproszono, by nie ujawniał faktu wyboru, dopóki nie zostanie on zatwierdzony przez papieża. Jednak w drodze do Rzymu Reginald ogłosił się arcybiskupem elektem. Zaskoczeni biskupi wysłali do Wiecznego Miasta swojego przedstawiciela – Petera of Anglesham – który miał zaprotestować przeciwko niekanonicznemu wyborowi. Postępowanie Reginalda zaskoczyło również mnichów, którzy go wybrali. Wycofali oni swoje poparcie dla niego i 11 grudnia 1205 roku wybrali królewskiego kandydata Johna de Grey. W sporze pomiędzy mnichami a biskupami Innocenty opowiedział się po stronie mnichów.
Papież unieważnił wybór Reginalda jako niekanoniczny. Jednak unieważnił też wybór de Greya, argumentując, że został on dokonany zanim Stolica Apostolska oficjalnie nie stwierdziła nieważności wyboru Reginalda. W odwołaniu de Greya nie przeszkodziła papieżowi interwencja króla Anglii, który oferował w zamian za jego uznanie 3000 marek. Mnichów poproszono o ponowny wybór, a Innocenty wskazał na Stephena Langtona, rektora uniwersytetu w Paryżu, Anglika, którego papież uczynił kardynałem. Langton został arcybiskupem 17 czerwca 1207 r. Innocenty poinformował króla Jana o tym fakcie. Jan odmówił uznania wyborów i zapowiedział, że nie wpuści Langtona do swojego kraju. Ponadto zemścił się na mnichach, wypędzając ich z klasztoru i zajmując ich dobra. W odpowiedzi Innocenty nałożył na królestwo interdykt (24 marca 1208). Gdy król nie przestał prześladować mnichów został ekskomunikowany w 1209 i oficjalnie pozbawiony przez Innocentego korony w 1212. Na wykonawcę swych decyzji papież wyznaczył króla francuskiego Filipa.
Filip zagroził inwazją, możni i duchowni zaczęli opuszczać Jana. Ten uległ i obiecał legatowi papieskiemu, że uzna Langtona jako arcybiskupa Canterbury, pozwoli wypędzonym duchownym powrócić do Anglii oraz zrekompensuje klerowi poniesione straty. Posunął się nawet dalej – jak się wydaje z własnej inicjatywy – oddając papieżowi całe królestwo i uznając się za jego wasala. Zobowiązał ponadto siebie i kolejnych królów Anglii do płacenia 1000 marek rocznie na rzecz Watykanu. W następnych latach (1213 i 1214) papież anulował swoje niekorzystne dla Jana decyzje. Część możnych była niezadowolona z faktu przekazania Anglii w lenno papieżowi. Nie podobało im się też okrucieństwo Jana i łamanie przez niego prawa. Wymusili oni na królu podpisanie Wielkiej Karty Praw. Papież, jako suweren królestwa, nie uznał tego aktu.
Papież aktywnie włączał się w politykę wielu krajów. Ekskomunikował Alfonsa IX z Leon za małżeństwo z bliską krewną i doprowadził do ich separacji. Anulował, z podobnych powodów, małżeństwo portugalskiego następcy tronu Alfonsa z Urracą. Od Pedra II Aragońskiego otrzymał w lennie jego królestwo i koronował Pedra w 1204 r.
Przygotował krucjatę przeciwko Maurom i był jednym z głównych architektów decydującej dla losów Europy bitwy pod Las Navas de Tolosa (1212), która doprowadziła do załamania potęgi muzułmanów na Półwyspie Iberyjskim.
Starał się chronić ludność Norwegii przed ich okrutnym królem, Sverrim, a po jego śmierci brał udział w mediacjach pomiędzy dwoma kandydatami do tronu. Mediował również pomiędzy królem Węgier Emerykiem a jego zbuntowanym bratem Andrzejem, wysłał legata, który koronował króla Bułgarii. W 1204 r. przywrócił dyscyplinę wśród polskiego duchowieństwa. Brał udział w mediacjach pomiędzy kandydatami do korony Szwecji, próbował przeciągnąć Greków na stronę zachodniego chrześcijaństwa. Za jego pontyfikatu władza papieska rozciągnęła się niemal na cały chrześcijański świat.

### Działalność duszpasterska

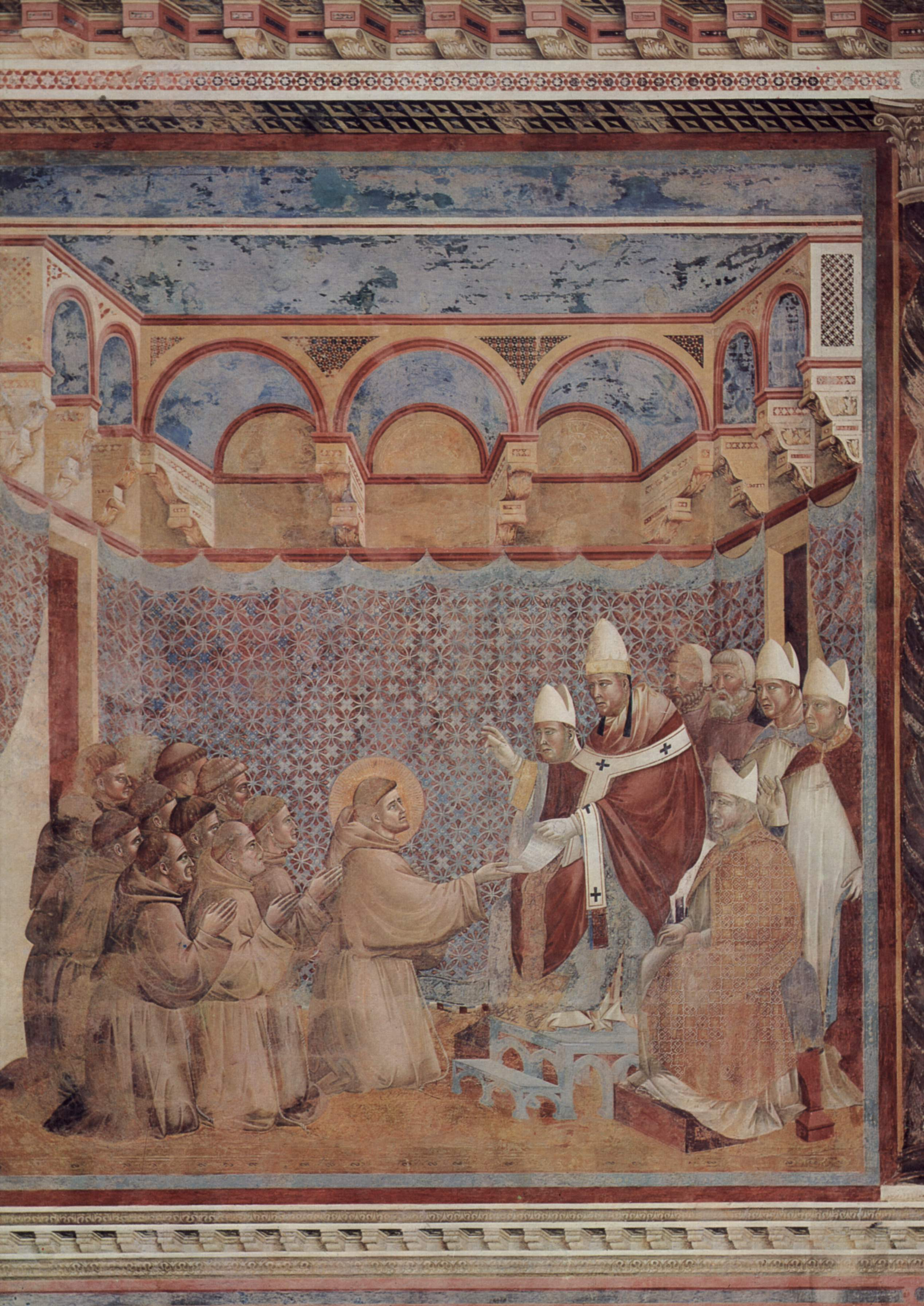
Innocenty III zatwierdza regułę franciszkańską, fresk Giotta z końca XIII w.

Jak innym papieżom leżało mu na sercu wyzwolenie Ziemi Świętej. W tym celu zorganizował IV krucjatę. Już w pierwszym roku swojego pontyfikatu Innocenty rozpoczął walkę z herezją albigensów. Wysłał do nich z misją kilku mnichów, następnie biskupa i dwóch legatów. Ich misje nie dawały żadnych rezultatów, a albigensi rośli w siłę. Gdy w 1208 zabili jednego z papieskich legatów Innocenty III postanowił użyć siły. Nakazał biskupom nałożenie interdyktu na morderców oraz miasta, które udzielały im schronienia. Papież zwrócił się szczególnie przeciwko hrabiemu Rajmundowi z Tuluzy, który już wcześniej został ekskomunikowany przez zamordowanego legata. Papież podejrzewał, że to Rajmund był inicjatorem morderstwa. Pomimo tego, że hrabia zaprzeczał, jakoby miał z nim coś wspólnego, Innocenty wezwał mieszkańców Francji do walki z albigensami. Na czele krucjaty przeciwko heretykom stanął Szymon z Montfort.
Najważniejszym jednak dziełem Innocentego III było zwołanie IV Soboru Laterańskiego, który rozpoczął się 11 listopada 1215 r.
Innocenty III był nie tylko papieżem-politykiem. Za czasów jego pontyfikatu doszło do innych znaczących dla Kościoła wydarzeń. To właśnie wtedy święty Dominik i święty Franciszek przedłożyli papieżowi reguły nowych zakonów, które miały zmienić świat. Papież zatwierdził obie reguły. Zatwierdził też inne, mniejsze zgromadzenia zakonne, takie jak Zakon Świętego Ducha (23 kwietnia 1198) czy Zakon Trójcy Przenajświętszej (Trynitarze) (17 grudnia 1198). W 1209 roku wysłał cysterskiego mnicha Christiana do Prus, z zadaniem nawracania tamtejszych pogan. W Rzymie był inicjatorem powstania, istniejącego do dziś, szpitala Santo Spirito.
Innocenty III kanonizował kilku świętych: kupca z Cremony Homobonusa, cesarzową Kunegundę Luksemburską, księcia Akwitanii Wilhelma X, biskupa Yorku Wulfstana, praskiego opata Prokopiusza czy Guiberta, założyciela klasztoru w Gembloux. Mianował także 30 (lub 31) nowych kardynałów.

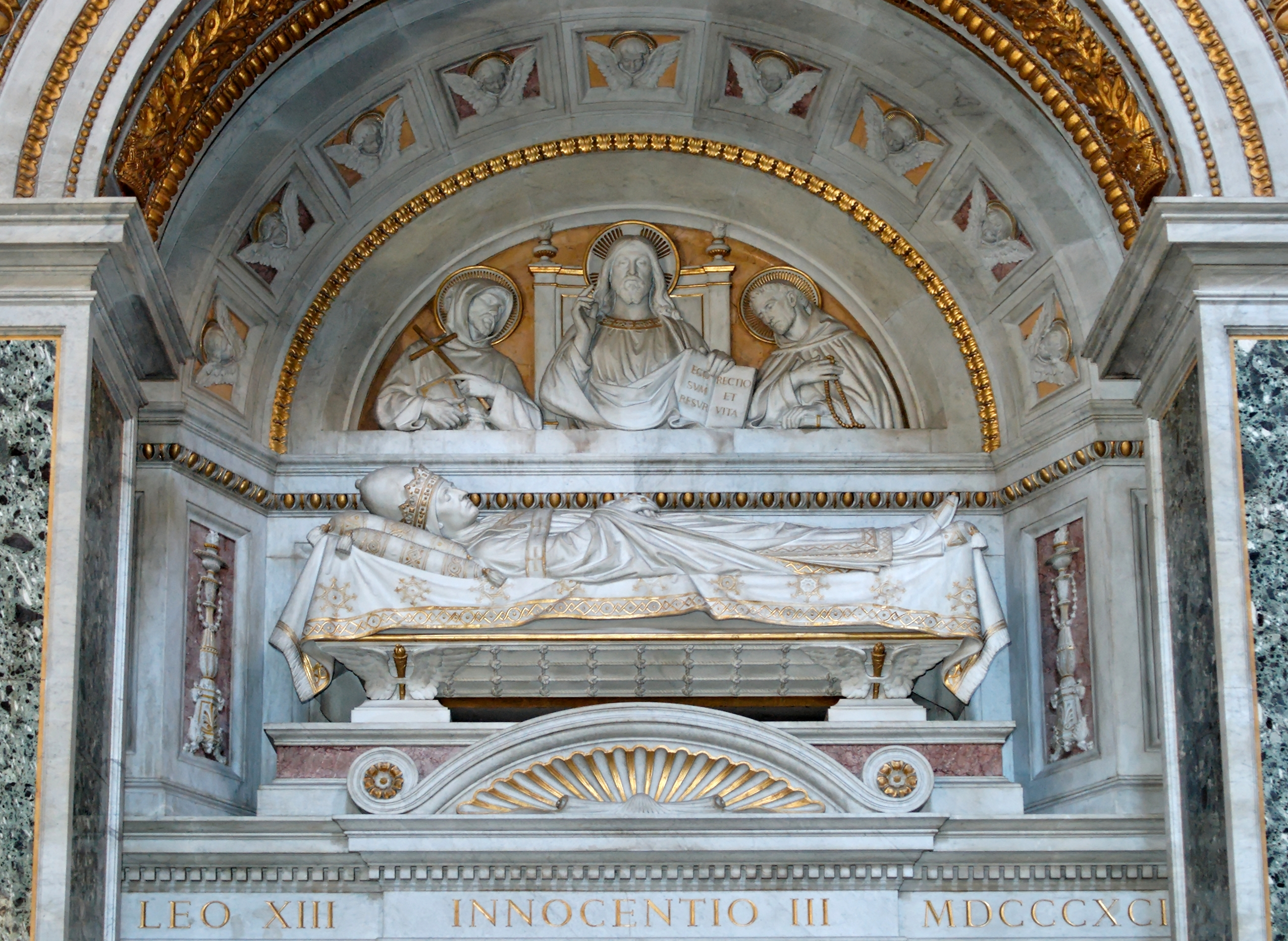
Grób Innocentego III

Innocenty zmarł na malarię w Perugii, w czasie podróży apostolskiej po Italii, podczas której organizował V krucjatę zaproponowaną przez Sobór Laterański. Jego ciało spoczęło w katedrze w Perugii, skąd zostało przeniesione, za pontyfikatu Leona XIII, na Lateran (grudzień 1891).

## Innocenty III a sprawy polskie
Za pontyfikatu Innocentego III pogłębiały się związki Kościoła w Polsce ze Stolicą Apostolską. W czasie Soboru Laterańskiego IV w obradach wzięła udział delegacja polskich purpuratów z arcybiskupem gnieźnieńskim Henrykiem Kietliczem na czele. W skład grupy polskich ojców soborowych weszli ponadto: biskup krakowski Wincenty Kadłubek, biskup włocławski Barth, biskup wrocławski Wawrzyniec i ordynariusz lubuski również Wawrzyniec. Biskupi po powrocie do Polski wcielali w życie reformy gregoriańskie, dotyczące dyscypliny kościelnej oraz uwolnienia Kościoła spod władzy świeckiej. Biskup Kietlicz spotykał się ze zdecydowanym oporem księcia wielkopolskiego Władysława Laskonogiego. W tych sporach znaczącą rolę odegrały przysyłane przez papieża z Rzymu bulle. Papież Innocenty III nadał też biskupowi gnieźnieńskiemu uprawnienia legata w związku z prowadzoną przez cystersów z Łekna misją wśród Prusów. Liczba nawróceń wzrosła do tego stopnia, iż Innocenty III ustanowił dla Prus pierwszego biskupa: był nim cysters Christian.